# Bukovinský zemský sněm
Bukovinský zemský sněm byl volený zákonodárný sbor v korunní zemi Bukovina v Rakouském císařství, od roku 1867 v Rakousku-Uhersku, existující do roku 1918. Byl jedním ze zemských sněmů Předlitavska.

## Historie a složení sněmu
Zemský sněm měl 30 poslanců, z toho jeden virilista (pravoslavný biskup Bukoviny). Zbylých 29 poslanců bylo voleno ve třech kuriích:
- 10 poslanců za velkostatkáře
- 7 poslanců za obchodní a živnostenské komory
- 12 poslanců za venkovské obce

V roce 1875 se virilistou stal taky rektor Černovické univerzity, čímž celkový počet poslanců stoupl na 31. Po národnostním vyrovnání z roku 1910 byl počet členů zemského sněmu zvýšen na 63. Kromě dvou virilistů volila kurie velkostatkářů 13 poslanců, obchodní a živnostenské komory 2 poslanců, městské a venkovské volební obvody 28 poslanců a v nově zřízené kurii se všeobecným volebním právem bylo voleno 18 poslanců.

## Zemští hejtmani Bukoviny
- Eugen Hackmann (1861–1864)
- Eudoxiu de Hurmuzachi (1864–1870)
- Alexander Wassilko von Serecki (1870)
- Eudoxiu de Hurmuzachi (1871–1874)
- Anton Kochanowski von Stawczan (1874–1884)
- Alexander Wassilko von Serecki (1884–1892)
- Ioan Lupul (1892–1903)
- Georg Wassilko von Serecki (1903–1911)
- Alexandru de Hurmuzachi (1911–1918)[1]